# Drago Tršar
Drago Tršar (27. dubna 1927, Planina, Království Srbů, Chorvatů a Slovinců – 10. dubna 2023) byl slovinský sochař.
Tršar se narodil ve vesnici Planina u obce Rakek. Vystudoval Akademii výtvarných umění v Lublani v roce 1951, jeho profesory byli Boris Kalina a Petar Loboda. V roce 1960 se stal asistentem, roku 1965 docentem a od roku 1974 profesorem na téže akademii. Stal se členem umělecké skupiny Grupa 53. Věnoval se nejprve plastikám v otevřených prostranstvích, později se soustředil hlavně na sochy lidí. V 50. a v 60. letech 20. století se účastnil všech významnějších prezentací slovinského a jugoslávského umění doma i v zahraničí, stejně jako i významnějších mezinárodních výstav. V roce 1967 získal Prešerenovu cenu a v roce 1990 ocenění za životní dílo. Je členem Slovinské akademie věd a umění. Má bratra Dušana, který je rovněž sochař.
Mezi Tršarovy práce patří mimo jiné řada brutalistických památníků věnovaných partyzánům a jejich bojům za druhé světové války. Řadí se mezi ně např. památník revoluce ve Vukosavcích (1986) nebo památník Edvardu Kardeljovi v Lublani (1981).